# یروفی پاولوویچ
یروفی پاولوویچ (انگلیسی: Yerofey Pavlovich) یک شهرک در بخش سکووردینسکی استان آمور کشور روسیه است.